# Hynobius naevius
Hynobius naevius är en groddjursart som först beskrevs av Temminck och Hermann Schlegel 1838.  Hynobius naevius ingår i släktet Hynobius och familjen Hynobiidae. IUCN kategoriserar arten globalt som livskraftig. Inga underarter finns listade i Catalogue of Life.